# 禹州钧瓷文化节
禹州钧瓷文化节是创办于2004年在河南许昌禹州市举办的钧瓷文化节会，禹州是著名的中国钧瓷之都，有上千年的制瓷历史和文化底蕴。

## 历史
第七届禹州中国钧瓷文化节于2011年11月5日晚开幕，禹州在开幕式上获授“中国陶瓷历史文化名城”荣誉称号。文化节为期三天，举办有开幕式及文艺演出、开窑仪式、钧官窑址博物馆开馆仪式。
第八届禹州钧瓷文化节于2013年11月8日至10日举办，主办方为中国工艺美术协会、中国陶瓷工业协会、河南省工业和信息化厅、河南省文化厅和许昌市人民政府，河南省工艺美术行业协会、河南省陶瓷玻璃行业管理协会和禹州市人民政府为承办方，禹州市钧瓷行业协会协办。主会场设于中国钧瓷文化园。本届文化节主要内容有：「河南省艺术陶瓷技艺大赛、河南省古陶瓷博物馆揭牌仪式及全国钧瓷收藏家珍品展、中国钧瓷文化谈、项目发布及招商引资项目签约仪式、晋佩章大师钧瓷拍卖会和星航钧窑钧瓷精品展等宣传推介活动。」